# Armand Casimir Victor de Kersauzon de Pennendreff
Pour les autres membres de la famille, voir Famille de Kersauson.
Armand Casimir de Kersauzon de Pennendreff est un homme politique français né le 4 novembre 1809 à Plourin (Finistère) et mort le 23 avril 1871 à Brest (Finistère).

## Biographie
Officier de marine, il quitte l'armée avec le grade de capitaine de frégate. Le 21 septembre 1851, il est élu député du Finistère et siège comme monarchiste conservateur. Le coup d'État du 2 décembre 1851 met fin à son mandat. Il est réélu député en février 1871, mais meurt quelques mois plus tard.

## Sources
- « Armand Casimir Victor de Kersauzon de Pennendreff », dans Adolphe Robert et Gaston Cougny, Dictionnaire des parlementaires français, Edgar Bourloton, 1889-1891 [détail de l’édition]